# Helmut Kaldenhoff
Helmut Kaldenhoff (* 1915 in Wesel; † 1980 in Köln) war ein deutscher Textilkünstler, Glasmaler und Kunstprofessor.

## Leben und Wirken
Kaldenhoff begann sein Studium an der Kunstakademie Düsseldorf im Jahr 1938/39. Im Zweiten Weltkrieg diente er in der Wehrmacht und konnte erst 1948 seine Studien fortsetzen. Seine künstlerischen Schwerpunkte waren Arbeiten auf Glas und Textil. Ab 1952 etablierte er sich als erfolgreicher, freiberuflicher Glasmaler und textiler Gestalter. 1962 wurde Kaldenhoff dann an die Kölner Werkschulen als
Leiter des Bereichs „Textile Künste“ berufen. Er lehrte dort bis zu seinem Tode als Kunstprofessor im Fachbereich Kunst und Gestaltung an der Fachhochschule Köln. Bekannt wurde er 1965 durch die Chorfenster der Kölner Minoritenkirche Zu Ehren Marias. Sein weiterer Schwerpunkt war die Wiederentdeckung der fast vergessenen klassischen Gobelinweberei mit all ihren künstlerischen Ausdrucksmöglichkeiten.

## Auswahl sakraler Arbeiten

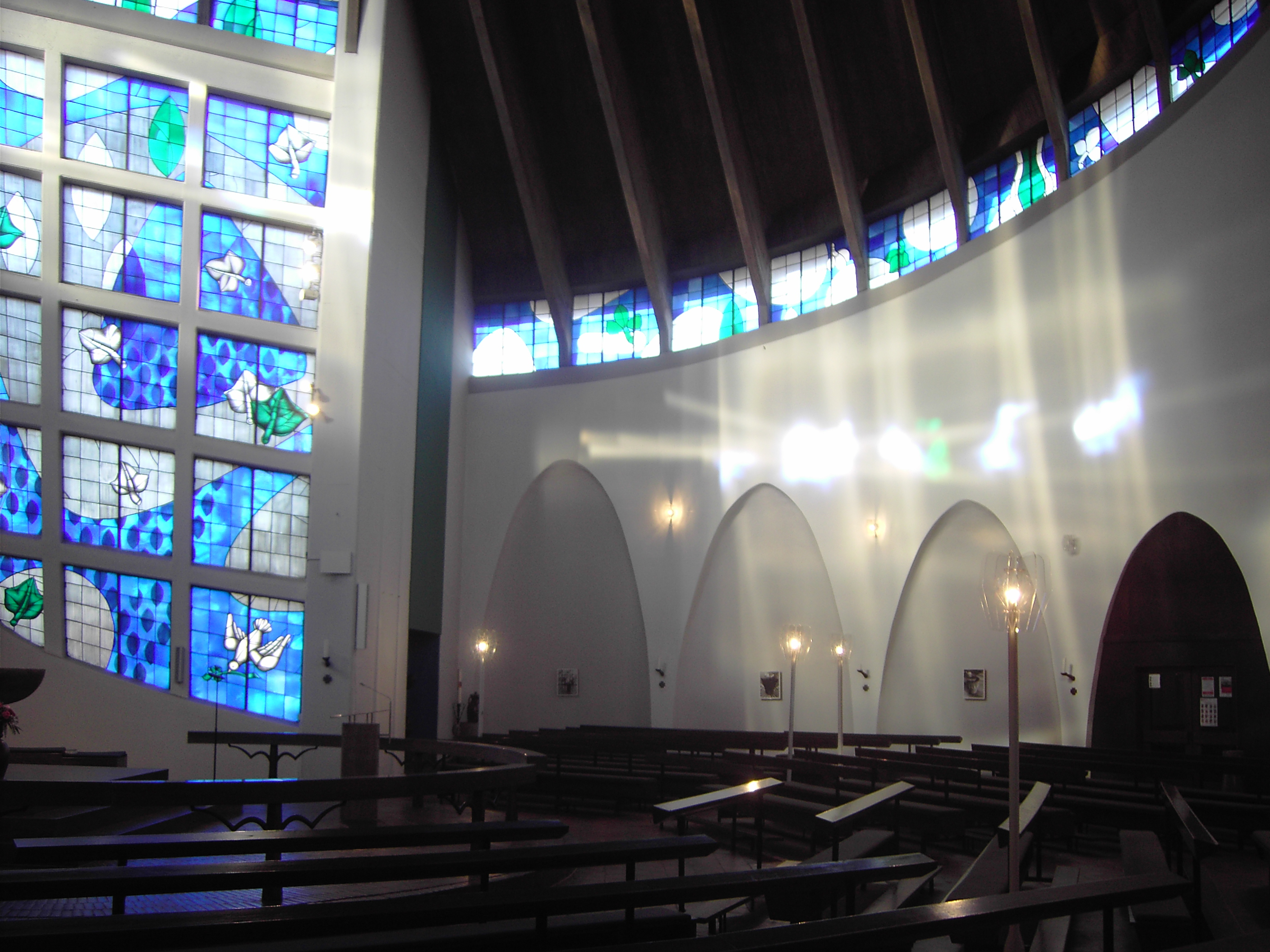
Glasfenster von Helmut Kaldenhoff in der Friedenskirche zu den Heiligen Engeln

- Kirche Heilig Kreuz, Essen
- Marienbasilika, Kevelaer
- Friedhofskapelle, Neuss
- Laurenziushaus, Uedem
- St. Jakobus, Uedem
- Zu den Heiligen Engeln, Wesel[2]